# Ла-Рошфуко (кантон)
Ла-Рошфуко́ (фр. La Rochefoucauld) — кантон во Франции, находится в регионе Пуату — Шаранта, департамент Шаранта. Входит в состав округа Ангулем.
Код INSEE кантона — 1622. Всего в кантон Ла-Рошфуко входят 16 коммун, из них главной коммуной является Ла-Рошфуко.
Население кантона на 2007 год составляло 18 467 человек.
Коммуны кантона:
- Агри
- Бёнзак
- Бри
- Вильоннёр
- Жольд
- Иврак-э-Маллейран
- Кульжан
- Ла-Рошет
- Ла-Рошфуко
- Марийак-ле-Фран
- Пранзак
- Ранконь
- Ривьер
- Сен-Проже-Сен-Констан
- Тапонна-Флёриньяк
- Шазель